# ترکیب تیم‌های جام ملت‌های اروپا ۲۰۰۰
فهرستی از بازیکنان تیم‌های حاضر در رقابت‌های جام ملت‌های اروپا ۲۰۰۰، که در بلژیک و هلند برگزار می‌شود، در این صفحه آمده است. مسابقات در روز ۱۰ ژوئن آغاز شده و پایان آن برای ۲ ژوئیه۲۰۰۰ خاتمه یافت.
هر تیم می‌بایست ۲۳ بازیکن که سه تا از آن‌ها دروازه‌بان هستند، تا ۱ ژوئن معرفی می‌کرد. اگر یکی از بازیکنان به شدت مجروح می‌شد، تیمش می‌توانست برای پیش‌گیری از حضور این بازیکن مصدوم در یورو، تا پیش از شروع مسابقات او را با یک بازیکن دیگر جایگزین می کرد.

## گروه A

### انگلیس
مربی: کوین کیگان
| شماره | جایگاه    | بازیکن                      | تاریخ تولد/سن            | بازی‌های ملی | باشگاه                        |
| ----- | --------- | --------------------------- | ------------------------ | ----------- | ----------------------------- |
| 1     | دروازه‌بان | دیوید سیمن                  | ۱۹ سپتامبر ۱۹۶۳ (۳۶ سال) | 57          | باشگاه فوتبال آرسنال          |
| 2     | مدافع     | گری نویل                    | ۱۸ فوریه ۱۹۷۵ (۲۵ سال)   | 38          | باشگاه فوتبال منچستر یونایتد  |
| 3     | مدافع     | فیل نویل                    | ۲۱ ژانویه ۱۹۷۷ (۲۳ سال)  | 25          | باشگاه فوتبال منچستر یونایتد  |
| 4     | مدافع     | سول کمپل                    | ۱۸ سپتامبر ۱۹۷۴ (۲۵ سال) | 32          | باشگاه فوتبال تاتنهام هاتسپر  |
| 5     | مدافع     | تونی آدامز                  | ۱۰ اکتبر ۱۹۶۶ (۳۳ سال)   | 62          | باشگاه فوتبال آرسنال          |
| 6     | مدافع     | مارتین کوون                 | ۲۴ ژوئیه ۱۹۶۶ (۳۳ سال)   | 30          | باشگاه فوتبال آرسنال          |
| 7     | هافبک     | دیوید بکام                  | ۲ مه ۱۹۷۵ (۲۵ سال)       | 30          | باشگاه فوتبال منچستر یونایتد  |
| 8     | هافبک     | پل اسکولز                   | ۱۶ نوامبر ۱۹۷۴ (۲۵ سال)  | 22          | باشگاه فوتبال منچستر یونایتد  |
| 9     | مهاجم     | آلن شیرر(کاپیتان (فوتبال))  | ۱۳ اوت ۱۹۷۰ (۲۹ سال)     | 60          | باشگاه فوتبال نیوکاسل یونایتد |
| 10    | مهاجم     | مایکل اوون                  | ۱۴ دسامبر ۱۹۷۹ (۲۰ سال)  | 19          | باشگاه فوتبال لیورپول         |
| 11    | هافبک     | استیو مک‌منمن                | ۱۱ فوریه ۱۹۷۲ (۲۸ سال)   | 27          | باشگاه فوتبال رئال مادرید     |
| 12    | مدافع     | گرت ساوتگیت                 | ۳ سپتامبر ۱۹۷۰ (۲۹ سال)  | 35          | باشگاه فوتبال استون ویلا      |
| 13    | دروازه‌بان | نایجل مارتین                | ۱۱ اوت ۱۹۶۶ (۳۳ سال)     | 11          | باشگاه فوتبال لیدز یونایتد    |
| 14    | هافبک     | پل اینس                     | ۲۱ اکتبر ۱۹۶۷ (۳۲ سال)   | 50          | باشگاه فوتبال میدلزبرو        |
| 15    | مدافع     | گرت بری                     | ۲۳ فوریه ۱۹۸۱ (۱۹ سال)   | 2           | باشگاه فوتبال استون ویلا      |
| 16    | هافبک     | استیون جرارد                | ۳۰ مه ۱۹۸۰ (۲۰ سال)      | 1           | باشگاه فوتبال لیورپول         |
| 17    | هافبک     | دنیس وایز                   | ۱۶ دسامبر ۱۹۶۶ (۳۳ سال)  | 16          | باشگاه فوتبال چلسی            |
| 18    | هافبک     | نیک بارمبی                  | ۱۱ فوریه ۱۹۷۴ (۲۶ سال)   | 13          | باشگاه فوتبال اورتون          |
| 19    | مهاجم     | امیل هسکی                   | ۱۱ ژانویه ۱۹۷۸ (۲۲ سال)  | 7           | باشگاه فوتبال لیورپول         |
| 20    | مهاجم     | کوین فیلیپس                 | ۲۵ ژوئیه ۱۹۷۳ (۲۶ سال)   | 5           | باشگاه فوتبال ساندرلند        |
| 21    | مهاجم     | رابی فاولر                  | ۹ آوریل ۱۹۷۵ (۲۵ سال)    | 14          | باشگاه فوتبال لیورپول         |
| 22    | دروازه‌بان | ریچارد رایت (بازیکن فوتبال) | ۵ نوامبر ۱۹۷۷ (۲۲ سال)   | 1           | باشگاه فوتبال ایپسویچ تاون    |

### آلمان
مربی: اریش ریبک
| شماره | جایگاه    | بازیکن                         | تاریخ تولد/سن            | بازی‌های ملی | باشگاه                        |
| ----- | --------- | ------------------------------ | ------------------------ | ----------- | ----------------------------- |
| 1     | دروازه‌بان | الیور کان                      | ۱۵ ژوئن ۱۹۶۹ (۳۰ سال)    | 24          | باشگاه فوتبال بایرن مونیخ     |
| 2     | مدافع     | مارکوس بابل                    | ۸ سپتامبر ۱۹۷۲ (۲۷ سال)  | 49          | باشگاه فوتبال بایرن مونیخ     |
| 3     | مدافع     | مارکو رمر                      | ۲۹ آوریل ۱۹۷۲ (۲۸ سال)   | 11          | باشگاه فوتبال هرتابرلین       |
| 4     | مدافع     | توماس لینکه                    | ۲۶ دسامبر ۱۹۶۹ (۳۰ سال)  | 15          | باشگاه فوتبال بایرن مونیخ     |
| 5     | هافبک     | مارکو بوده                     | ۲۳ ژوئیه ۱۹۶۹ (۳۰ سال)   | 20          | باشگاه ورزشی وردر برمن        |
| 6     | مدافع     | ینس نووتنی                     | ۱۱ ژانویه ۱۹۷۴ (۲۶ سال)  | 19          | باشگاه فوتبال بایر ۰۴ لورکوزن |
| 7     | هافبک     | مهمت شول                       | ۱۶ اکتبر ۱۹۷۰ (۲۹ سال)   | 26          | باشگاه فوتبال بایرن مونیخ     |
| 8     | هافبک     | توماس هسلر                     | ۳۰ مه ۱۹۶۶ (۳۴ سال)      | 99          | باشگاه فوتبال مونیخ ۱۸۶۰      |
| 9     | مهاجم     | اولف کیرشتن                    | ۴ دسامبر ۱۹۶۵ (۳۴ سال)   | 49          | باشگاه فوتبال بایر ۰۴ لورکوزن |
| 10    | مدافع     | لوتار ماتئوس                   | ۲۱ مارس ۱۹۶۱ (۳۹ سال)    | 147         | باشگاه فوتبال نیویورک رد بولز |
| 11    | مهاجم     | پاولو رینک                     | ۲۱ فوریه ۱۹۷۳ (۲۷ سال)   | 8           | باشگاه فوتبال بایر ۰۴ لورکوزن |
| 12    | دروازه‌بان | ینس لمان                       | ۱۰ نوامبر ۱۹۶۹ (۳۰ سال)  | 12          | باشگاه فوتبال بروسیا دورتموند |
| 13    | هافبک     | میشائل بالاک                   | ۲۶ سپتامبر ۱۹۷۶ (۲۳ سال) | 6           | باشگاه فوتبال بایر ۰۴ لورکوزن |
| 14    | هافبک     | دیتمار هامان                   | ۲۷ اوت ۱۹۷۳ (۲۶ سال)     | 24          | باشگاه فوتبال لیورپول         |
| 15    | هافبک     | داریوش واش                     | ۸ ژوئن ۱۹۶۹ (۳۱ سال)     | 15          | باشگاه فوتبال هرتابرلین       |
| 16    | هافبک     | ینس یرمیس                      | ۵ مارس ۱۹۷۴ (۲۶ سال)     | 23          | باشگاه فوتبال بایرن مونیخ     |
| 17    | مدافع     | کریستیان سایگه                 | ۱ فوریه ۱۹۷۲ (۲۸ سال)    | 50          | باشگاه فوتبال میدلزبرو        |
| 18    | هافبک     | زباستین دایسلر                 | ۵ ژانویه ۱۹۸۰ (۲۰ سال)   | 2           | باشگاه فوتبال هرتابرلین       |
| 19    | مهاجم     | کارستن یانکر                   | ۲۸ اوت ۱۹۷۴ (۲۵ سال)     | 7           | باشگاه فوتبال بایرن مونیخ     |
| 20    | مهاجم     | الیور بیرهوف(کاپیتان (فوتبال)) | ۱ مه ۱۹۶۸ (۳۲ سال)       | 49          | باشگاه فوتبال آ.ث. میلان      |
| 21    | هافبک     | کارستن راملو                   | ۲۰ مارس ۱۹۷۴ (۲۶ سال)    | 9           | باشگاه فوتبال بایر ۰۴ لورکوزن |
| 22    | دروازه‌بان | هانس یورگ بوت                  | ۲۸ مه ۱۹۷۴ (۲۶ سال)      | 1           | باشگاه فوتبال هامبورگ         |

### پرتغال
مربی: اومبرتو کائلیو
| شماره | جایگاه    | بازیکن                                 | تاریخ تولد/سن            | بازی‌های ملی | باشگاه                          |
| ----- | --------- | -------------------------------------- | ------------------------ | ----------- | ------------------------------- |
| 1     | دروازه‌بان | ویتور بایا(کاپیتان (فوتبال))           | ۱۵ اکتبر ۱۹۶۹ (۳۰ سال)   | 69          | باشگاه فوتبال پورتو             |
| 2     | مدافع     | ژرژ کوستا                              | ۱۴ اکتبر ۱۹۷۱ (۲۸ سال)   | 25          | باشگاه فوتبال پورتو             |
| 3     | مدافع     | روی خورخه                              | ۲۷ مارس ۱۹۷۳ (۲۷ سال)    | 3           | باشگاه فوتبال اسپورتینگ پرتغال  |
| 4     | هافبک     | José Luís Vidigal                      | ۱۵ مارس ۱۹۷۳ (۲۷ سال)    | 3           | باشگاه فوتبال اسپورتینگ پرتغال  |
| 5     | مدافع     | فرناندو کوتو                           | ۲ اوت ۱۹۶۹ (۳۰ سال)      | 62          | باشگاه ورزشی لاتزیو             |
| 6     | هافبک     | پائولو سوزا                            | ۳۰ اوت ۱۹۷۰ (۲۹ سال)     | 43          | باشگاه فوتبال پارما             |
| 7     | هافبک     | لوئیس فیگو                             | ۴ نوامبر ۱۹۷۲ (۲۷ سال)   | 59          | باشگاه فوتبال بارسلونا          |
| 8     | مهاجم     | ژوآو پینتو                             | ۱۹ اوت ۱۹۷۱ (۲۸ سال)     | 56          | بازیکن آزاد                     |
| 9     | مهاجم     | ریکاردو ساپینتو                        | ۱۰ اکتبر ۱۹۷۲ (۲۷ سال)   | 36          | باشگاه فوتبال رئال سوسیداد      |
| 10    | هافبک     | روی کاستا                              | ۲۹ مارس ۱۹۷۲ (۲۸ سال)    | 50          | باشگاه فوتبال فیورنتینا         |
| 11    | هافبک     | سرژیو کونسیساو                         | ۱۵ نوامبر ۱۹۷۴ (۲۵ سال)  | 22          | باشگاه ورزشی لاتزیو             |
| 12    | دروازه‌بان | Pedro Espinha                          | ۲۵ سپتامبر ۱۹۶۵ (۳۴ سال) | 3           | باشگاه فوتبال ویتوریا گیماریش   |
| 13    | مدافع     | Dimas Teixeira                         | ۱۶ فوریه ۱۹۶۹ (۳۱ سال)   | 33          | باشگاه فوتبال استاندارد لیژ     |
| 14    | مدافع     | ابل ژاویر                              | ۳۰ نوامبر ۱۹۷۲ (۲۷ سال)  | 13          | باشگاه فوتبال اورتون            |
| 15    | هافبک     | کاستینا                                | ۱ دسامبر ۱۹۷۴ (۲۵ سال)   | 3           | باشگاه فوتبال موناکو            |
| 16    | مدافع     | بتو (بازیکن فوتبال پرتغالی، زاده ۱۹۷۶) | ۳ مه ۱۹۷۶ (۲۴ سال)       | 4           | باشگاه فوتبال اسپورتینگ پرتغال  |
| 17    | هافبک     | پائولو بنتو                            | ۲۰ ژوئن ۱۹۶۹ (۳۰ سال)    | 20          | باشگاه فوتبال رئال اویدو        |
| 18    | مهاجم     | پائولتا                                | ۲۸ آوریل ۱۹۷۳ (۲۷ سال)   | 13          | باشگاه فوتبال دپورتیوو لاکرونیا |
| 19    | هافبک     | کاپاچو (بازیکن فوتبال)                 | ۲۱ فوریه ۱۹۷۲ (۲۸ سال)   | 12          | باشگاه فوتبال پورتو             |
| 20    | مدافع     | Carlos Secretário                      | ۱۲ مه ۱۹۷۰ (۳۰ سال)      | 28          | باشگاه فوتبال پورتو             |
| 21    | مهاجم     | نونو گومژ                              | ۵ ژوئیه ۱۹۷۶ (۲۳ سال)    | 10          | باشگاه فوتبال بنفیکا            |
| 22    | دروازه‌بان | کوئم (بازیکن فوتبال، زاده ۱۹۷۵)        | ۱۳ نوامبر ۱۹۷۵ (۲۴ سال)  | 2           | باشگاه ورزشی براگا              |

### رومانی
مربی: امریک ژنی
| شماره | جایگاه    | بازیکن                        | تاریخ تولد/سن           | بازی‌های ملی | باشگاه                       |
| ----- | --------- | ----------------------------- | ----------------------- | ----------- | ---------------------------- |
| 1     | دروازه‌بان | بوگدان لوبونت                 | ۱۸ ژانویه ۱۹۷۸ (۲۲ سال) | 10          | باشگاه فوتبال آژاکس آمستردام |
| 2     | مدافع     | دن پترسکو                     | ۲۲ دسامبر ۱۹۶۷ (۳۲ سال) | 89          | باشگاه فوتبال چلسی           |
| 3     | مدافع     | Liviu Ciobotariu              | ۲۶ مارس ۱۹۷۱ (۲۹ سال)   | 22          | باشگاه فوتبال استاندارد لیژ  |
| 4     | مدافع     | Iulian Filipescu              | ۲۹ مارس ۱۹۷۴ (۲۶ سال)   | 34          | باشگاه فوتبال رئال بتیس      |
| 5     | هافبک     | Constantin Gâlcă              | ۸ مارس ۱۹۷۲ (۲۸ سال)    | 54          | باشگاه فوتبال اسپانیول       |
| 6     | مدافع     | گئورگه پوپسکو                 | ۹ اکتبر ۱۹۶۷ (۳۲ سال)   | 98          | باشگاه فوتبال گالاتاسرای     |
| 7     | مهاجم     | آدریان موتو                   | ۸ ژانویه ۱۹۷۹ (۲۱ سال)  | 4           | باشگاه فوتبال اینتر میلان    |
| 8     | هافبک     | دورینل مونتینو                | ۲۵ ژوئن ۱۹۶۸ (۳۱ سال)   | 86          | باشگاه فوتبال وولفسبورگ      |
| 9     | مهاجم     | ویورل مولدووان                | ۸ ژوئیه ۱۹۷۲ (۲۷ سال)   | 48          | باشگاه فوتبال نانت           |
| 10    | هافبک     | گئورگی هاجی(کاپیتان (فوتبال)) | ۵ فوریه ۱۹۶۵ (۳۵ سال)   | 122         | باشگاه فوتبال گالاتاسرای     |
| 11    | مهاجم     | آدریان ایلیه                  | ۲۰ آوریل ۱۹۷۴ (۲۶ سال)  | 34          | باشگاه فوتبال والنسیا        |
| 12    | دروازه‌بان | بوگدان استلیا                 | ۵ دسامبر ۱۹۶۷ (۳۲ سال)  | 65          | Salamanca                    |
| 13    | مدافع     | کریستین کیوو                  | ۲۶ اکتبر ۱۹۸۰ (۱۹ سال)  | 3           | باشگاه فوتبال آژاکس آمستردام |
| 14    | هافبک     | فلورنتین پتره                 | ۱۵ ژانویه ۱۹۷۶ (۲۴ سال) | 15          | باشگاه فوتبال دینامو بخارست  |
| 15    | هافبک     | Ioan Lupescu                  | ۹ دسامبر ۱۹۶۸ (۳۱ سال)  | 68          | باشگاه فوتبال دینامو بخارست  |
| 16    | مهاجم     | Laurențiu Roșu                | ۲۶ اکتبر ۱۹۷۵ (۲۴ سال)  | 12          | Steaua București             |
| 17    | مدافع     | میودراگ بلوددیچ               | ۲۰ مه ۱۹۶۴ (۳۶ سال)     | 50          | Steaua București             |
| 18    | مهاجم     | Ionel Ganea                   | ۱۰ اوت ۱۹۷۳ (۲۶ سال)    | 12          | باشگاه فوتبال اشتوتگارت      |
| 19    | هافبک     | Eric Lincar                   | ۱۶ اکتبر ۱۹۷۸ (۲۱ سال)  | 3           | Steaua București             |
| 20    | هافبک     | Cătălin Hîldan                | ۳ فوریه ۱۹۷۶ (۲۴ سال)   | 5           | باشگاه فوتبال دینامو بخارست  |
| 21    | دروازه‌بان | فلورین پرونا                  | ۸ اوت ۱۹۶۸ (۳۱ سال)     | 36          | Universitatea Craiova        |
| 22    | مدافع     | کوسمین کونترا                 | ۱۵ دسامبر ۱۹۷۵ (۲۴ سال) | 12          | باشگاه فوتبال دپورتیوو آلاوس |

## گروه B

### بلژیک
مربی: روبر واسیژ
| شماره | جایگاه    | بازیکن                           | تاریخ تولد/سن            | بازی‌های ملی | باشگاه                         |
| ----- | --------- | -------------------------------- | ------------------------ | ----------- | ------------------------------ |
| 1     | دروازه‌بان | فیلیپ د ویلده                    | ۵ ژوئیه ۱۹۶۴ (۳۵ سال)    | 31          | باشگاه فوتبال اندرلشت          |
| 2     | مدافع     | اریک دفلاندر                     | ۲ اوت ۱۹۷۳ (۲۶ سال)      | 22          | باشگاه فوتبال کلوب بروژ        |
| 3     | مدافع     | Joos Valgaeren                   | ۳ مارس ۱۹۷۶ (۲۴ سال)     | 4           | باشگاه فوتبال رودا جی‌سی کرکراد |
| 4     | مدافع     | لورنزو استیلنس(کاپیتان (فوتبال)) | ۳۰ آوریل ۱۹۶۴ (۳۶ سال)   | 69          | باشگاه فوتبال اندرلشت          |
| 5     | مدافع     | فیلیپ کلمنت                      | ۲۲ مارس ۱۹۷۴ (۲۶ سال)    | 11          | باشگاه فوتبال کلوب بروژ        |
| 6     | هافبک     | ایو فاندرهایگه                   | ۳۰ ژانویه ۱۹۷۰ (۳۰ سال)  | 13          | Mouscron                       |
| 7     | هافبک     | مارک ویلموتس                     | ۲۲ فوریه ۱۹۶۹ (۳۱ سال)   | 47          | باشگاه فوتبال شالکه ۰۴         |
| 8     | هافبک     | بارت گور                         | ۹ آوریل ۱۹۷۳ (۲۷ سال)    | 17          | باشگاه فوتبال اندرلشت          |
| 9     | مهاجم     | امیل امپنزا                      | ۴ ژوئیه ۱۹۷۸ (۲۱ سال)    | 23          | باشگاه فوتبال شالکه ۰۴         |
| 10    | مهاجم     | برانکو ستروپر                    | ۹ فوریه ۱۹۷۰ (۳۰ سال)    | 9           | باشگاه فوتبال دربی کانتی       |
| 11    | مهاجم     | گرت فرهین                        | ۲۰ سپتامبر ۱۹۷۰ (۲۹ سال) | 30          | باشگاه فوتبال کلوب بروژ        |
| 12    | دروازه‌بان | گرت د فلیگر                      | ۱۶ اکتبر ۱۹۷۱ (۲۸ سال)   | 7           | باشگاه فوتبال ویلم دوم         |
| 13    | دروازه‌بان | فردریک هرپوئل                    | ۱۶ اوت ۱۹۷۴ (۲۵ سال)     | 1           | باشگاه فوتبال خنت              |
| 14    | هافبک     | یوهان والم                       | ۱ فوریه ۱۹۷۲ (۲۸ سال)    | 20          | باشگاه فوتبال پارما            |
| 15    | مدافع     | جکی پیترس                        | ۱۳ دسامبر ۱۹۶۹ (۳۰ سال)  | 6           | باشگاه فوتبال آرمینیا بیله‌فلد  |
| 16    | مهاجم     | لوک نیلیس                        | ۲۵ مه ۱۹۶۷ (۳۳ سال)      | 54          | باشگاه فوتبال پی‌اس‌وی آیندهوون  |
| 17    | مدافع     | فیلیپه لئونارد                   | ۱۲ فوریه ۱۹۷۴ (۲۶ سال)   | 18          | باشگاه فوتبال موناکو           |
| 18    | مدافع     | نیکو فان کرکهوفن                 | ۱۴ دسامبر ۱۹۷۰ (۲۹ سال)  | 24          | باشگاه فوتبال شالکه ۰۴         |
| 19    | مدافع     | اریک فان میر                     | ۲۸ فوریه ۱۹۶۸ (۳۲ سال)   | 17          | باشگاه فوتبال لیرسه            |
| 20    | مهاجم     | گیلس د بیلده                     | ۹ ژوئن ۱۹۷۱ (۲۹ سال)     | 22          | باشگاه فوتبال شفیلد ونزدی      |
| 21    | مهاجم     | امبو امپنزا                      | ۴ دسامبر ۱۹۷۶ (۲۳ سال)   | 18          | باشگاه فوتبال اسپورتینگ پرتغال |
| 22    | هافبک     | Marc Hendrikx                    | ۲ ژوئیه ۱۹۷۴ (۲۵ سال)    | 8           | باشگاه فوتبال خنک              |

### ایتالیا
مربی: دینو زوف
| شماره | جایگاه    | بازیکن                           | تاریخ تولد/سن            | بازی‌های ملی | باشگاه                    |
| ----- | --------- | -------------------------------- | ------------------------ | ----------- | ------------------------- |
| 1     | دروازه‌بان | کریستین آبیاتی                   | ۸ ژوئیه ۱۹۷۷ (۲۲ سال)    | 0           | باشگاه فوتبال آ.ث. میلان  |
| 2     | مدافع     | چرو فررارا                       | ۱۱ فوریه ۱۹۶۷ (۳۳ سال)   | 48          | باشگاه فوتبال یوونتوس     |
| 3     | مدافع     | پائولو مالدینی(کاپیتان (فوتبال)) | ۲۶ ژوئن ۱۹۶۸ (۳۱ سال)    | 105         | باشگاه فوتبال آ.ث. میلان  |
| 4     | هافبک     | دیمیتریو آلبرتینی                | ۲۳ اوت ۱۹۷۱ (۲۸ سال)     | 67          | باشگاه فوتبال آ.ث. میلان  |
| 5     | مدافع     | فابیو کاناوارو                   | ۱۳ سپتامبر ۱۹۷۳ (۲۶ سال) | 35          | باشگاه فوتبال پارما       |
| 6     | مدافع     | پائولو نگرو                      | ۱۶ آوریل ۱۹۷۲ (۲۸ سال)   | 7           | باشگاه ورزشی لاتزیو       |
| 7     | هافبک     | آنجلو دی لیویو                   | ۲۶ ژوئیه ۱۹۶۶ (۳۳ سال)   | 27          | باشگاه فوتبال فیورنتینا   |
| 8     | هافبک     | آنتونیو کونته                    | ۳۱ ژوئیه ۱۹۶۹ (۳۰ سال)   | 17          | باشگاه فوتبال یوونتوس     |
| 9     | مهاجم     | فیلیپو اینزاگی                   | ۹ اوت ۱۹۷۳ (۲۶ سال)      | 21          | باشگاه فوتبال یوونتوس     |
| 10    | مهاجم     | آلساندرو دل‌پیرو                  | ۹ نوامبر ۱۹۷۴ (۲۵ سال)   | 30          | باشگاه فوتبال یوونتوس     |
| 11    | مدافع     | جانلوکا پسوتو                    | ۱۱ اوت ۱۹۷۰ (۲۹ سال)     | 15          | باشگاه فوتبال یوونتوس     |
| 12    | دروازه‌بان | فرانچسکو تولدو                   | ۲ دسامبر ۱۹۷۱ (۲۸ سال)   | 8           | باشگاه فوتبال فیورنتینا   |
| 13    | مدافع     | الساندرو نستا                    | ۱۹ مارس ۱۹۷۶ (۲۴ سال)    | 25          | باشگاه ورزشی لاتزیو       |
| 14    | هافبک     | لوئیجی دی بیاجو                  | ۳ ژوئن ۱۹۷۱ (۲۹ سال)     | 15          | باشگاه فوتبال اینتر میلان |
| 15    | مدافع     | مارک ایولیانو                    | ۱۲ اوت ۱۹۷۳ (۲۶ سال)     | 5           | باشگاه فوتبال یوونتوس     |
| 16    | هافبک     | ماسیمو آمبروزینی                 | ۲۹ مه ۱۹۷۷ (۲۳ سال)      | 5           | باشگاه فوتبال آ.ث. میلان  |
| 17    | هافبک     | جانلوکا زامبروتا                 | ۱۹ فوریه ۱۹۷۷ (۲۳ سال)   | 6           | باشگاه فوتبال یوونتوس     |
| 18    | هافبک     | استفانو فیوره                    | ۱۷ آوریل ۱۹۷۵ (۲۵ سال)   | 4           | باشگاه فوتبال اودینزه     |
| 19    | مهاجم     | وینچنزو مونتلا                   | ۱۸ ژوئن ۱۹۷۴ (۲۵ سال)    | 4           | باشگاه فوتبال آ.اس. رم    |
| 20    | مهاجم     | فرانچسکو توتی                    | ۲۷ سپتامبر ۱۹۷۶ (۲۳ سال) | 13          | باشگاه فوتبال آ.اس. رم    |
| 21    | مهاجم     | مارکو دلوکیو                     | ۷ آوریل ۱۹۷۳ (۲۷ سال)    | 4           | باشگاه فوتبال آ.اس. رم    |
| 22    | دروازه‌بان | فرانچسکو آنتونیولی               | ۱۴ سپتامبر ۱۹۶۹ (۳۰ سال) | 0           | باشگاه فوتبال آ.اس. رم    |

### سوئد
مربی: لارس لاگربک و تامی سادربرگ
| شماره | جایگاه    | بازیکن                           | تاریخ تولد/سن            | بازی‌های ملی | باشگاه                        |
| ----- | --------- | -------------------------------- | ------------------------ | ----------- | ----------------------------- |
| 1     | دروازه‌بان | ماگنوس هدمان                     | ۱۹ مارس ۱۹۷۳ (۲۷ سال)    | 23          | باشگاه فوتبال کاونتری سیتی    |
| 2     | مدافع     | Roland Nilsson                   | ۲۷ نوامبر ۱۹۶۳ (۳۶ سال)  | 112         | باشگاه فوتبال هلسینگبورگس     |
| 3     | مدافع     | پاتریک آندرشون(کاپیتان (فوتبال)) | ۱۸ اوت ۱۹۷۱ (۲۸ سال)     | 77          | باشگاه فوتبال بایرن مونیخ     |
| 4     | مدافع     | Joachim Björklund                | ۱۵ مارس ۱۹۷۱ (۲۹ سال)    | 73          | باشگاه فوتبال والنسیا         |
| 5     | مدافع     | تدی لوچیچ                        | ۱۵ آوریل ۱۹۷۳ (۲۷ سال)   | 30          | باشگاه فوتبال آی‌ای‌کی          |
| 6     | مدافع     | Gary Sundgren                    | ۲۵ اکتبر ۱۹۶۷ (۳۲ سال)   | 28          | باشگاه فوتبال رئال ساراگوسا   |
| 7     | هافبک     | Håkan Mild                       | ۱۴ ژوئن ۱۹۷۱ (۲۸ سال)    | 56          | باشگاه فوتبال گوتبورگ         |
| 8     | مدافع     | توماس آنتونلیوس                  | ۷ مه ۱۹۷۳ (۲۷ سال)       | 2           | باشگاه فوتبال کاونتری سیتی    |
| 9     | هافبک     | فردریک لیونبرگ                   | ۱۶ آوریل ۱۹۷۷ (۲۳ سال)   | 15          | باشگاه فوتبال آرسنال          |
| 10    | مهاجم     | Jörgen Pettersson                | ۲۹ مه ۱۹۷۵ (۲۵ سال)      | 24          | باشگاه فوتبال کایزرسلاوترن    |
| 11    | هافبک     | نیکلاس آلکساندرشون               | ۲۹ دسامبر ۱۹۷۱ (۲۸ سال)  | 42          | باشگاه فوتبال شفیلد ونزدی     |
| 12    | دروازه‌بان | ماگنوس کیلستت                    | ۲۹ فوریه ۱۹۷۲ (۲۸ سال)   | 6           | باشگاه فوتبال بران            |
| 13    | هافبک     | ماگنوس اسونسون                   | ۱۰ مارس ۱۹۶۹ (۳۱ سال)    | 12          | باشگاه فوتبال بروندبی         |
| 14    | مدافع     | اولاف ملبرگ                      | ۳ سپتامبر ۱۹۷۷ (۲۲ سال)  | 4           | باشگاه فوتبال راسینگ سانتاندر |
| 15    | هافبک     | دانیل آندرشون                    | ۲۸ اوت ۱۹۷۷ (۲۲ سال)     | 20          | باشگاه فوتبال باری            |
| 16    | هافبک     | آندرش آندرشون (بازیکن فوتبال)    | ۱۵ مارس ۱۹۷۴ (۲۶ سال)    | 13          | باشگاه فوتبال اوبی            |
| 17    | هافبک     | یوهان مجالبی                     | ۹ فوریه ۱۹۷۱ (۲۹ سال)    | 19          | باشگاه فوتبال سلتیک           |
| 18    | مهاجم     | Yksel Osmanovski                 | ۲۴ فوریه ۱۹۷۷ (۲۳ سال)   | 5           | باشگاه فوتبال باری            |
| 19    | مهاجم     | کنت آندرشون                      | ۶ اکتبر ۱۹۶۷ (۳۲ سال)    | 76          | باشگاه فوتبال بولونیا         |
| 20    | مهاجم     | هنریک لارشون                     | ۲۰ سپتامبر ۱۹۷۱ (۲۸ سال) | 48          | باشگاه فوتبال سلتیک           |
| 21    | مهاجم     | مارکس آلباک                      | ۵ ژوئیه ۱۹۷۳ (۲۶ سال)    | 4           | باشگاه فوتبال اورگریته        |
| 22    | دروازه‌بان | Mattias Asper                    | ۲۰ مارس ۱۹۷۴ (۲۶ سال)    | 2           | باشگاه فوتبال آی‌ای‌کی          |

### ترکیه
مربی: مصطفی دنیزلی
| شماره | جایگاه    | بازیکن                              | تاریخ تولد/سن            | بازی‌های ملی | باشگاه                         |
| ----- | --------- | ----------------------------------- | ------------------------ | ----------- | ------------------------------ |
| 1     | دروازه‌بان | رشدی رچبر                           | ۱۰ مه ۱۹۷۳ (۲۷ سال)      | 42          | باشگاه فوتبال فنرباغچه         |
| 2     | هافبک     | تایفور هاووتچو                      | ۲۳ آوریل ۱۹۷۰ (۳۰ سال)   | 22          | باشگاه فوتبال بشیکتاش          |
| 3     | مدافع     | Ogün Temizkanoğlu(کاپیتان (فوتبال)) | ۶ اکتبر ۱۹۶۹ (۳۰ سال)    | 60          | باشگاه فوتبال فنرباغچه         |
| 4     | مدافع     | فاتح اکیل                           | ۲۶ دسامبر ۱۹۷۷ (۲۲ سال)  | 14          | باشگاه فوتبال گالاتاسرای       |
| 5     | مدافع     | آلپای اوزالان                       | ۲۹ مه ۱۹۷۳ (۲۷ سال)      | 45          | باشگاه فوتبال فنرباغچه         |
| 6     | مهاجم     | اریف اردم                           | ۲ ژانویه ۱۹۷۲ (۲۸ سال)   | 33          | باشگاه فوتبال گالاتاسرای       |
| 7     | هافبک     | اوکان بروک                          | ۱۹ اکتبر ۱۹۷۳ (۲۶ سال)   | 10          | باشگاه فوتبال گالاتاسرای       |
| 8     | هافبک     | توغای کریم اوغلو                    | ۲۴ اوت ۱۹۷۰ (۲۹ سال)     | 56          | باشگاه فوتبال رنجرز            |
| 9     | مهاجم     | هاکان شوکور                         | ۱ سپتامبر ۱۹۷۱ (۲۸ سال)  | 53          | باشگاه فوتبال گالاتاسرای       |
| 10    | هافبک     | سرگن یالچین                         | ۵ اکتبر ۱۹۷۲ (۲۷ سال)    | 29          | باشگاه فوتبال گالاتاسرای       |
| 11    | هافبک     | Tayfun Korkut                       | ۲ آوریل ۱۹۷۴ (۲۶ سال)    | 23          | باشگاه فوتبال فنرباغچه         |
| 12    | دروازه‌بان | عمر چاتکیچ                          | ۱۵ اکتبر ۱۹۷۴ (۲۵ سال)   | 0           | باشگاه فوتبال غازی عینتاب‌اسپور |
| 13    | مدافع     | Osman Özköylü                       | ۲۶ اوت ۱۹۷۱ (۲۸ سال)     | 11          | باشگاه فوتبال ترابزون‌اسپور     |
| 14    | هافبک     | Suat Kaya                           | ۲۶ اوت ۱۹۶۷ (۳۲ سال)     | 7           | باشگاه فوتبال گالاتاسرای       |
| 15    | هافبک     | موزی عزت                            | ۳۱ اکتبر ۱۹۷۴ (۲۵ سال)   | 0           | باشگاه فوتبال لستر سیتی        |
| 16    | مدافع     | اورگین پنب                          | ۱۷ مه ۱۹۷۲ (۲۸ سال)      | 4           | باشگاه فوتبال گالاتاسرای       |
| 17    | مهاجم     | Oktay Derelioğlu                    | ۱۷ دسامبر ۱۹۷۵ (۲۴ سال)  | 13          | باشگاه فوتبال غازی عینتاب‌اسپور |
| 18    | هافبک     | آیهان آکمان                         | ۲۳ فوریه ۱۹۷۷ (۲۳ سال)   | 6           | باشگاه فوتبال بشیکتاش          |
| 19    | هافبک     | عبدالله ارجان                       | ۸ دسامبر ۱۹۷۱ (۲۸ سال)   | 52          | باشگاه فوتبال فنرباغچه         |
| 20    | مدافع     | هاکان اونسال                        | ۱۴ مه ۱۹۷۳ (۲۷ سال)      | 13          | باشگاه فوتبال گالاتاسرای       |
| 21    | دروازه‌بان | Fevzi Tuncay                        | ۱۴ سپتامبر ۱۹۷۷ (۲۲ سال) | 1           | باشگاه فوتبال بشیکتاش          |
| 22    | هافبک     | امید داوالا                         | ۳۰ ژوئیه ۱۹۷۳ (۲۶ سال)   | 7           | باشگاه فوتبال گالاتاسرای       |

## گروه C

### یوگوسلاوی
مربی: وویادین بوشکوف
| شماره | جایگاه    | بازیکن                              | تاریخ تولد/سن            | بازی‌های ملی | باشگاه                          |
| ----- | --------- | ----------------------------------- | ------------------------ | ----------- | ------------------------------- |
| 1     | دروازه‌بان | Milorad Korać                       | ۱۰ مارس ۱۹۶۹ (۳۱ سال)    | 0           | Obilić                          |
| 2     | مدافع     | Ivan Dudić                          | ۱۳ فوریه ۱۹۷۷ (۲۳ سال)   | 3           | باشگاه فوتبال ستاره سرخ بلگراد  |
| 3     | مدافع     | گوران جوروویچ                       | ۱۱ نوامبر ۱۹۷۱ (۲۸ سال)  | 42          | باشگاه فوتبال سلتاویگو          |
| 4     | هافبک     | اسلاویشا یوکانویچ                   | ۱۶ اوت ۱۹۶۸ (۳۱ سال)     | 52          | باشگاه فوتبال دپورتیوو لاکرونیا |
| 5     | مدافع     | میروسلاو دوکیچ                      | ۱۹ فوریه ۱۹۶۶ (۳۴ سال)   | 37          | باشگاه فوتبال والنسیا           |
| 6     | هافبک     | دژان استانکوویچ                     | ۱۱ سپتامبر ۱۹۷۸ (۲۱ سال) | 20          | باشگاه ورزشی لاتزیو             |
| 7     | هافبک     | ولادیمیر جوگوویچ                    | ۳۰ اوت ۱۹۶۹ (۳۰ سال)     | 34          | باشگاه فوتبال اینتر میلان       |
| 8     | مهاجم     | پردراگ میاتوویچ                     | ۱۹ ژانویه ۱۹۶۹ (۳۱ سال)  | 49          | باشگاه فوتبال فیورنتینا         |
| 9     | مهاجم     | ساوو میلوشویچ                       | ۲ سپتامبر ۱۹۷۳ (۲۶ سال)  | 44          | باشگاه فوتبال رئال ساراگوسا     |
| 10    | هافبک     | دراگان استویکوویچ(کاپیتان (فوتبال)) | ۳ مارس ۱۹۶۵ (۳۵ سال)     | 78          | باشگاه فوتبال ناگویا گرامپوس    |
| 11    | مدافع     | سینیشا میهایلوویچ                   | ۲۰ فوریه ۱۹۶۹ (۳۱ سال)   | 44          | باشگاه ورزشی لاتزیو             |
| 12    | دروازه‌بان | Željko Cicović                      | ۲ سپتامبر ۱۹۷۰ (۲۹ سال)  | 3           | باشگاه فوتبال لاس پالماس        |
| 13    | مدافع     | اسلوبودان کوملینوویچ                | ۲ ژانویه ۱۹۷۱ (۲۹ سال)   | 18          | باشگاه فوتبال کایزرسلاوترن      |
| 14    | مدافع     | Niša Saveljić                       | ۲۷ مارس ۱۹۷۰ (۳۰ سال)    | 28          | باشگاه فوتبال بوردو             |
| 15    | مدافع     | Goran Bunjevčević                   | ۱۷ فوریه ۱۹۷۳ (۲۷ سال)   | 5           | باشگاه فوتبال ستاره سرخ بلگراد  |
| 16    | هافبک     | Dejan Govedarica                    | ۲ اکتبر ۱۹۶۹ (۳۰ سال)    | 26          | باشگاه فوتبال والویک            |
| 17    | هافبک     | Ljubinko Drulović                   | ۱۱ سپتامبر ۱۹۶۸ (۳۱ سال) | 27          | باشگاه فوتبال پورتو             |
| 18    | مهاجم     | دارکو کوواتسویچ                     | ۱۸ نوامبر ۱۹۷۳ (۲۶ سال)  | 35          | باشگاه فوتبال یوونتوس           |
| 19    | هافبک     | Jovan Stanković                     | ۴ مارس ۱۹۷۱ (۲۹ سال)     | 7           | باشگاه ورزشی رئال مایورکا       |
| 20    | مهاجم     | ماتیا کژمن                          | ۱۲ آوریل ۱۹۷۹ (۲۱ سال)   | 3           | باشگاه فوتبال پارتیزان          |
| 21    | هافبک     | آلبرت نا                            | ۲۹ اکتبر ۱۹۷۴ (۲۵ سال)   | 33          | باشگاه فوتبال رئال اویدو        |
| 22    | دروازه‌بان | ایویکا کرالی                        | ۲۶ مارس ۱۹۷۳ (۲۷ سال)    | 33          | باشگاه فوتبال پی‌اس‌وی آیندهوون   |

### نروژ
مربی: نیلز یوهان سمب
| شماره | جایگاه    | بازیکن                      | تاریخ تولد/سن            | بازی‌های ملی | باشگاه                       |
| ----- | --------- | --------------------------- | ------------------------ | ----------- | ---------------------------- |
| 1     | دروازه‌بان | توماس میره                  | ۱۶ اکتبر ۱۹۷۳ (۲۶ سال)   | 10          | باشگاه فوتبال اورتون         |
| 2     | مدافع     | André Bergdølmo             | ۱۳ اکتبر ۱۹۷۱ (۲۸ سال)   | 24          | باشگاه فوتبال روزنبورگ       |
| 3     | مدافع     | Bjørn Otto Bragstad         | ۵ ژانویه ۱۹۷۱ (۲۹ سال)   | 11          | باشگاه فوتبال روزنبورگ       |
| 4     | مدافع     | هنینگ برگ(کاپیتان (فوتبال)) | ۱ سپتامبر ۱۹۶۹ (۳۰ سال)  | 70          | باشگاه فوتبال منچستر یونایتد |
| 5     | مدافع     | تروند اندرسن                | ۶ ژانویه ۱۹۷۵ (۲۵ سال)   | 8           | باشگاه فوتبال ویمبلدون       |
| 6     | هافبک     | روآر استراند                | ۲ فوریه ۱۹۷۰ (۳۰ سال)    | 23          | باشگاه فوتبال روزنبورگ       |
| 7     | هافبک     | اریک میکلاند                | ۲۱ ژوئیه ۱۹۷۱ (۲۸ سال)   | 72          | باشگاه فوتبال پاناتینایکوس   |
| 8     | هافبک     | استوله سولباکن              | ۲۷ فوریه ۱۹۶۸ (۳۲ سال)   | 57          | باشگاه فوتبال اوبی           |
| 9     | مهاجم     | توره آندره فلو              | ۱۵ ژوئن ۱۹۷۳ (۲۶ سال)    | 48          | باشگاه فوتبال چلسی           |
| 10    | هافبک     | شیتل رکدال                  | ۶ نوامبر ۱۹۶۸ (۳۱ سال)   | 83          | باشگاه فوتبال وولرنگا        |
| 11    | هافبک     | Bent Skammelsrud            | ۱۸ مه ۱۹۶۶ (۳۴ سال)      | 35          | باشگاه فوتبال روزنبورگ       |
| 12    | دروازه‌بان | Frode Olsen                 | ۱۲ اکتبر ۱۹۶۷ (۳۲ سال)   | 14          | باشگاه فوتبال سویا           |
| 13    | دروازه‌بان | Morten Bakke                | ۱۶ دسامبر ۱۹۶۸ (۳۱ سال)  | 1           | باشگاه فوتبال مولده          |
| 14    | مدافع     | وگارد هگم                   | ۱۳ ژوئیه ۱۹۷۵ (۲۴ سال)   | 18          | باشگاه فوتبال لیورپول        |
| 15    | مدافع     | یان آرنه ریسه               | ۲۴ سپتامبر ۱۹۸۰ (۱۹ سال) | 5           | باشگاه فوتبال موناکو         |
| 16    | مدافع     | دان اگن                     | ۱۳ ژانویه ۱۹۷۰ (۳۰ سال)  | 17          | باشگاه فوتبال دپورتیوو آلاوس |
| 17    | مهاجم     | جان کارو                    | ۵ سپتامبر ۱۹۷۹ (۲۰ سال)  | 12          | باشگاه فوتبال روزنبورگ       |
| 18    | مهاجم     | استفن ایورسون               | ۱۰ نوامبر ۱۹۷۶ (۲۳ سال)  | 15          | باشگاه فوتبال تاتنهام هاتسپر |
| 19    | هافبک     | Eirik Bakke                 | ۱۳ سپتامبر ۱۹۷۷ (۲۲ سال) | 5           | باشگاه فوتبال لیدز یونایتد   |
| 20    | مهاجم     | اوله گونر سولشر             | ۲۶ فوریه ۱۹۷۳ (۲۷ سال)   | 30          | باشگاه فوتبال منچستر یونایتد |
| 21    | مدافع     | ویدار ریست                  | ۲۱ آوریل ۱۹۷۲ (۲۸ سال)   | 25          | باشگاه فوتبال سلتیک          |
| 22    | مدافع     | استیگ اینگه                 | ۱۱ دسامبر ۱۹۶۹ (۳۰ سال)  | 71          | باشگاه فوتبال لیورپول        |

### اسلوواکی
مربی: سرچکو کاتانیتس
| شماره | جایگاه    | بازیکن                          | تاریخ تولد/سن            | بازی‌های ملی | باشگاه                            |
| ----- | --------- | ------------------------------- | ------------------------ | ----------- | --------------------------------- |
| 1     | دروازه‌بان | مارکو سیمئونوویچ                | ۶ دسامبر ۱۹۶۷ (۳۲ سال)   | 26          | باشگاه فوتبال ماریبور             |
| 2     | مدافع     | اسپاسویه بولاییچ                | ۲۴ نوامبر ۱۹۷۵ (۲۴ سال)  | 8           | باشگاه فوتبال کلن                 |
| 3     | مدافع     | زلجکو میلینووی                  | ۱۲ اکتبر ۱۹۶۹ (۳۰ سال)   | 16          | باشگاه فوتبال لاسک                |
| 4     | مدافع     | Darko Milanič(کاپیتان (فوتبال)) | ۱۸ دسامبر ۱۹۶۷ (۳۲ سال)  | 40          | باشگاه فوتبال اشتورم گراتس        |
| 5     | مدافع     | مارینکو گالیچ                   | ۲۲ آوریل ۱۹۷۰ (۳۰ سال)   | 50          | باشگاه فوتبال ماریبور             |
| 6     | مدافع     | الکساندر نوز                    | ۵ دسامبر ۱۹۷۵ (۲۴ سال)   | 21          | Tirol Innsbruck                   |
| 7     | هافبک     | درونی نووک                      | ۴ سپتامبر ۱۹۶۹ (۳۰ سال)  | 47          | باشگاه فوتبال سدان                |
| 8     | هافبک     | الس سه                          | ۷ آوریل ۱۹۶۸ (۳۲ سال)    | 51          | باشگاه فوتبال گراتس               |
| 9     | مهاجم     | Sašo Udovič                     | ۱۳ دسامبر ۱۹۶۸ (۳۱ سال)  | 37          | باشگاه فوتبال لاسک                |
| 10    | هافبک     | زلاتکو زاهوویچ                  | ۱ فوریه ۱۹۷۱ (۲۹ سال)    | 46          | باشگاه فوتبال المپیاکوس           |
| 11    | هافبک     | مارن پاولن                      | ۸ اکتبر ۱۹۷۱ (۲۸ سال)    | 24          | باشگاه فوتبال کارلسروهه           |
| 12    | دروازه‌بان | ملادن دابانوویچ                 | ۱۳ سپتامبر ۱۹۷۱ (۲۸ سال) | 12          | باشگاه فوتبال لوکرن اوست والاندرن |
| 13    | مهاجم     | ملادن رودونیا                   | ۲۶ ژوئیه ۱۹۷۱ (۲۸ سال)   | 37          | باشگاه فوتبال سنت ترویدنس         |
| 14    | هافبک     | ساشا گایسر                      | ۱۱ فوریه ۱۹۷۴ (۲۶ سال)   | 5           | باشگاه فوتبال خنت                 |
| 15    | هافبک     | Rudi Istenič                    | ۱۰ ژانویه ۱۹۷۱ (۲۹ سال)  | 17          | باشگاه فوتبال اوردینگن ۰۵         |
| 16    | هافبک     | Anton Žlogar                    | ۲۴ نوامبر ۱۹۷۷ (۲۲ سال)  | 1           | باشگاه فوتبال گوریتسا             |
| 17    | مهاجم     | ارمین شیلیاک                    | ۱۱ مه ۱۹۷۳ (۲۷ سال)      | 19          | باشگاه فوتبال سروت ۱۸۹۰           |
| 18    | هافبک     | میلنکو آسیموویچ                 | ۱۵ فوریه ۱۹۷۷ (۲۳ سال)   | 20          | باشگاه فوتبال ستاره سرخ بلگراد    |
| 19    | مدافع     | امیر کاریچ                      | ۳۱ دسامبر ۱۹۷۳ (۲۶ سال)  | 24          | باشگاه فوتبال ماریبور             |
| 20    | مهاجم     | میلان استرک                     | ۴ ژوئیه ۱۹۷۵ (۲۴ سال)    | 20          | Olimpija                          |
| 21    | هافبک     | زوران پاولوویچ                  | ۲۷ ژوئن ۱۹۷۶ (۲۳ سال)    | 4           | باشگاه فوتبال دینامو زاگرب        |
| 22    | دروازه‌بان | دیان نمتس                       | ۱ مارس ۱۹۷۷ (۲۳ سال)     | 0           | Mura                              |

### اسپانیا
مربی: خوزه آنتونیو کاماچو
| شماره | جایگاه    | بازیکن                          | تاریخ تولد/سن            | بازی‌های ملی | باشگاه                          |
| ----- | --------- | ------------------------------- | ------------------------ | ----------- | ------------------------------- |
| 1     | دروازه‌بان | سانتیاگو کانیایزارس             | ۱۸ دسامبر ۱۹۶۹ (۳۰ سال)  | 24          | باشگاه فوتبال والنسیا           |
| 2     | مدافع     | میشل سالگادو                    | ۲۲ اکتبر ۱۹۷۵ (۲۴ سال)   | 13          | باشگاه فوتبال رئال مادرید       |
| 3     | مدافع     | آگوستین آرانزابال               | ۱۵ مارس ۱۹۷۳ (۲۷ سال)    | 18          | باشگاه فوتبال رئال سوسیداد      |
| 4     | هافبک     | پپ گواردیولا                    | ۱۸ ژانویه ۱۹۷۱ (۲۹ سال)  | 35          | باشگاه فوتبال بارسلونا          |
| 5     | مدافع     | آبلاردو فرناندز                 | ۱۹ آوریل ۱۹۷۰ (۳۰ سال)   | 43          | باشگاه فوتبال بارسلونا          |
| 6     | مدافع     | فرناندو ئیه‌رو(کاپیتان (فوتبال)) | ۲۳ مارس ۱۹۶۸ (۳۲ سال)    | 71          | باشگاه فوتبال رئال مادرید       |
| 7     | هافبک     | ایوان هلگوئرا                   | ۲۸ مارس ۱۹۷۵ (۲۵ سال)    | 6           | باشگاه فوتبال رئال مادرید       |
| 8     | هافبک     | فران                            | ۱۴ ژوئیه ۱۹۶۹ (۳۰ سال)   | 10          | باشگاه فوتبال دپورتیوو لاکرونیا |
| 9     | مهاجم     | پدرو مونیتیس                    | ۱۹ ژوئن ۱۹۷۵ (۲۴ سال)    | 10          | باشگاه فوتبال راسینگ سانتاندر   |
| 10    | مهاجم     | رائول                           | ۲۷ ژوئن ۱۹۷۷ (۲۲ سال)    | 31          | باشگاه فوتبال رئال مادرید       |
| 11    | مهاجم     | آلفونسو پرز                     | ۲۶ سپتامبر ۱۹۷۲ (۲۷ سال) | 32          | باشگاه فوتبال رئال بتیس         |
| 12    | مدافع     | سرجی بارخوان                    | ۲۸ دسامبر ۱۹۷۱ (۲۸ سال)  | 44          | باشگاه فوتبال بارسلونا          |
| 13    | دروازه‌بان | ایکر کاسیاس                     | ۲۰ مه ۱۹۸۱ (۱۹ سال)      | 1           | باشگاه فوتبال رئال مادرید       |
| 14    | هافبک     | جرارد لوپز                      | ۱۲ مارس ۱۹۷۹ (۲۱ سال)    | 0           | باشگاه فوتبال والنسیا           |
| 15    | هافبک     | ویسنته انگونگا                  | ۲۰ اکتبر ۱۹۶۵ (۳۴ سال)   | 13          | باشگاه ورزشی رئال مایورکا       |
| 16    | هافبک     | گایزکا مندیتا                   | ۲۷ مارس ۱۹۷۴ (۲۶ سال)    | 13          | باشگاه فوتبال والنسیا           |
| 17    | مهاجم     | خوسبا اچبریا                    | ۵ سپتامبر ۱۹۷۷ (۲۲ سال)  | 26          | باشگاه فوتبال اتلتیک بیلبائو    |
| 18    | مدافع     | پاکو خمز                        | ۱۸ آوریل ۱۹۷۰ (۳۰ سال)   | 12          | باشگاه فوتبال رئال ساراگوسا     |
| 19    | مدافع     | خوان ولاسکو داماس               | ۱۷ مه ۱۹۷۷ (۲۳ سال)      | 3           | باشگاه فوتبال سلتاویگو          |
| 20    | مهاجم     | ایسمائل اورزایز                 | ۷ اکتبر ۱۹۷۱ (۲۸ سال)    | 16          | باشگاه فوتبال اتلتیک بیلبائو    |
| 21    | هافبک     | خوان کارلوس والرون              | ۱۷ ژوئن ۱۹۷۵ (۲۴ سال)    | 9           | باشگاه فوتبال اتلتیکو مادرید    |
| 22    | دروازه‌بان | خوزه فرانسیسکو مولینا           | ۸ اوت ۱۹۷۰ (۲۹ سال)      | 8           | باشگاه فوتبال اتلتیکو مادرید    |

## گروه D

### جمهوری چک
مربی: جوزف چواناک
| شماره | جایگاه    | بازیکن                       | تاریخ تولد/سن            | بازی‌های ملی | باشگاه                       |
| ----- | --------- | ---------------------------- | ------------------------ | ----------- | ---------------------------- |
| 1     | دروازه‌بان | Pavel Srníček                | ۱۰ مارس ۱۹۶۸ (۳۲ سال)    | 32          | باشگاه فوتبال شفیلد ونزدی    |
| 2     | مدافع     | Tomáš Řepka                  | ۲ ژانویه ۱۹۷۴ (۲۶ سال)   | 37          | باشگاه فوتبال فیورنتینا      |
| 3     | هافبک     | Radoslav Látal               | ۶ ژانویه ۱۹۷۰ (۳۰ سال)   | 55          | باشگاه فوتبال شالکه ۰۴       |
| 4     | هافبک     | پاول ندود                    | ۳۰ اوت ۱۹۷۲ (۲۷ سال)     | 44          | باشگاه ورزشی لاتزیو          |
| 5     | مدافع     | Milan Fukal                  | ۱۶ مه ۱۹۷۵ (۲۵ سال)      | 4           | باشگاه فوتبال اسپارتا پراگ   |
| 6     | مدافع     | Petr Vlček                   | ۱۸ اکتبر ۱۹۷۳ (۲۶ سال)   | 15          | باشگاه فوتبال اسلاویا پراگ   |
| 7     | هافبک     | Jiří Němec(کاپیتان (فوتبال)) | ۱۵ مه ۱۹۶۶ (۳۴ سال)      | 80          | باشگاه فوتبال شالکه ۰۴       |
| 8     | هافبک     | کارل پوبورسکی                | ۳۰ مارس ۱۹۷۲ (۲۸ سال)    | 56          | باشگاه فوتبال بنفیکا         |
| 9     | مهاجم     | Pavel Kuka                   | ۱۹ ژوئیه ۱۹۶۸ (۳۱ سال)   | 77          | باشگاه فوتبال اشتوتگارت      |
| 10    | مهاجم     | یان کولر                     | ۳۰ مارس ۱۹۷۳ (۲۷ سال)    | 15          | باشگاه فوتبال اندرلشت        |
| 11    | هافبک     | توماش روسیتسکی               | ۴ اکتبر ۱۹۸۰ (۱۹ سال)    | 2           | باشگاه فوتبال اسپارتا پراگ   |
| 12    | مهاجم     | ورتیسلاو لاک ونک             | ۲۷ سپتامبر ۱۹۷۳ (۲۶ سال) | 30          | باشگاه فوتبال اسپارتا پراگ   |
| 13    | هافبک     | Radek Bejbl                  | ۲۹ اوت ۱۹۷۲ (۲۷ سال)     | 48          | باشگاه فوتبال اتلتیکو مادرید |
| 14    | هافبک     | پاول هوروات                  | ۲۲ آوریل ۱۹۷۵ (۲۵ سال)   | 8           | باشگاه فوتبال اسلاویا پراگ   |
| 15    | مدافع     | مارک یانکولوفسکی             | ۹ مه ۱۹۷۷ (۲۳ سال)       | 1           | باشگاه فوتبال بانیک استراوا  |
| 16    | دروازه‌بان | Ladislav Maier               | ۴ ژانویه ۱۹۶۶ (۳۴ سال)   | 6           | باشگاه فوتبال راپید وین      |
| 17    | مهاجم     | ولادیمیر اسمیچر              | ۲۴ مه ۱۹۷۳ (۲۷ سال)      | 42          | باشگاه فوتبال لیورپول        |
| 18    | مدافع     | Jiří Novotný                 | ۷ آوریل ۱۹۷۰ (۳۰ سال)    | 24          | باشگاه فوتبال اسپارتا پراگ   |
| 19    | مدافع     | Karel Rada                   | ۲ مارس ۱۹۷۱ (۲۹ سال)     | 43          | باشگاه فوتبال اسلاویا پراگ   |
| 20    | هافبک     | پاتریک برگر                  | ۱۰ نوامبر ۱۹۷۳ (۲۶ سال)  | 39          | باشگاه فوتبال لیورپول        |
| 21    | مدافع     | Petr Gabriel                 | ۱۷ مه ۱۹۷۳ (۲۷ سال)      | 8           | باشگاه فوتبال اسپارتا پراگ   |
| 22    | دروازه‌بان | یارومیر بلاژک                | ۲۹ دسامبر ۱۹۷۲ (۲۷ سال)  | 0           | باشگاه فوتبال اسپارتا پراگ   |

### دانمارک
مربی:  بو یوهانسون
| شماره | جایگاه    | بازیکن                         | تاریخ تولد/سن           | بازی‌های ملی | باشگاه                             |
| ----- | --------- | ------------------------------ | ----------------------- | ----------- | ---------------------------------- |
| 1     | دروازه‌بان | پیتر اشمایکل(کاپیتان (فوتبال)) | ۱۸ نوامبر ۱۹۶۳ (۳۶ سال) | 122         | باشگاه فوتبال اسپورتینگ پرتغال     |
| 2     | مدافع     | Michael Schjønberg             | ۱۹ ژانویه ۱۹۶۷ (۳۳ سال) | 42          | باشگاه فوتبال کایزرسلاوترن         |
| 3     | مدافع     | رنی هنریکسن                    | ۲۷ اوت ۱۹۶۹ (۳۰ سال)    | 18          | باشگاه فوتبال پاناتینایکوس         |
| 4     | مدافع     | Jes Høgh                       | ۷ مه ۱۹۶۶ (۳۴ سال)      | 57          | باشگاه فوتبال چلسی                 |
| 5     | مدافع     | یان هاینتزه                    | ۱۷ اوت ۱۹۶۳ (۳۶ سال)    | 63          | باشگاه فوتبال پی‌اس‌وی آیندهوون      |
| 6     | مدافع     | توماس هلوگ                     | ۲۴ ژوئن ۱۹۷۱ (۲۸ سال)   | 50          | باشگاه فوتبال آ.ث. میلان           |
| 7     | هافبک     | الن نیلسن                      | ۱۳ مارس ۱۹۷۱ (۲۹ سال)   | 34          | باشگاه فوتبال تاتنهام هاتسپر       |
| 8     | مهاجم     | یسپر گرونیائر                  | ۱۲ اوت ۱۹۷۷ (۲۲ سال)    | 10          | باشگاه فوتبال آژاکس آمستردام       |
| 9     | مهاجم     | یان دال توماسون                | ۲۹ اوت ۱۹۷۶ (۲۳ سال)    | 19          | باشگاه فوتبال فاینورد              |
| 10    | هافبک     | مارتین یورگنسن                 | ۶ اکتبر ۱۹۷۵ (۲۴ سال)   | 24          | باشگاه فوتبال اودینزه              |
| 11    | مهاجم     | ابه ساند                       | ۱۹ ژوئیه ۱۹۷۲ (۲۷ سال)  | 25          | باشگاه فوتبال شالکه ۰۴             |
| 12    | مدافع     | سورن کولدینگ                   | ۲ سپتامبر ۱۹۷۲ (۲۷ سال) | 24          | باشگاه فوتبال بروندبی              |
| 13    | مدافع     | مارتین لارسن                   | ۲۶ ژوئیه ۱۹۷۷ (۲۲ سال)  | 3           | باشگاه فوتبال هلاس ورونا           |
| 14    | هافبک     | برایان استین نیلسن             | ۲۸ دسامبر ۱۹۶۸ (۳۱ سال) | 50          | AB                                 |
| 15    | هافبک     | استیگ توفتینگ                  | ۱۴ اوت ۱۹۶۹ (۳۰ سال)    | 20          | باشگاه فوتبال دویسبورگ             |
| 16    | دروازه‌بان | توماس سورنسن                   | ۱۲ ژوئن ۱۹۷۶ (۲۳ سال)   | 1           | باشگاه فوتبال ساندرلند             |
| 17    | هافبک     | بیارنه گولدبک                  | ۶ اکتبر ۱۹۶۸ (۳۱ سال)   | 23          | باشگاه فوتبال فولام                |
| 18    | مهاجم     | میکلاس مولنار                  | ۱۰ آوریل ۱۹۷۰ (۳۰ سال)  | 17          | باشگاه فوتبال اسپورتینگ کانزاس‌سیتی |
| 19    | هافبک     | مورتن بیگگارد                  | ۲۵ ژوئن ۱۹۷۴ (۲۵ سال)   | 4           | باشگاه فوتبال اودینزه              |
| 20    | هافبک     | توماس گروسن                    | ۱۱ مارس ۱۹۷۶ (۲۴ سال)   | 7           | باشگاه فوتبال هامبورگ              |
| 21    | مهاجم     | میکل بک                        | ۱۲ مه ۱۹۷۳ (۲۷ سال)     | 18          | باشگاه فوتبال اوبی                 |
| 22    | دروازه‌بان | پیتر کییر                      | ۵ نوامبر ۱۹۶۵ (۳۴ سال)  | 0           | باشگاه فوتبال سیلکبورگ             |

### فرانسه
مربی: روژه لمر
| شماره | جایگاه    | بازیکن                       | تاریخ تولد/سن            | بازی‌های ملی | باشگاه                     |
| ----- | --------- | ---------------------------- | ------------------------ | ----------- | -------------------------- |
| 1     | دروازه‌بان | برنارد لاما                  | ۷ آوریل ۱۹۶۳ (۳۷ سال)    | 42          | باشگاه فوتبال پاری سن-ژرمن |
| 2     | مدافع     | ونسان کاندلا                 | ۲۴ اکتبر ۱۹۷۳ (۲۶ سال)   | 21          | باشگاه فوتبال آ.اس. رم     |
| 3     | مدافع     | بیسنته لیزارازو              | ۹ دسامبر ۱۹۶۹ (۳۰ سال)   | 55          | باشگاه فوتبال بایرن مونیخ  |
| 4     | هافبک     | پاتریک ویرا                  | ۲۳ ژوئن ۱۹۷۶ (۲۳ سال)    | 25          | باشگاه فوتبال آرسنال       |
| 5     | مدافع     | لوران بلان                   | ۱۹ نوامبر ۱۹۶۵ (۳۴ سال)  | 91          | باشگاه فوتبال اینتر میلان  |
| 6     | هافبک     | یوری جورکائف                 | ۹ مارس ۱۹۶۸ (۳۲ سال)     | 63          | باشگاه فوتبال کایزرسلاوترن |
| 7     | هافبک     | دیدیه دشان(کاپیتان (فوتبال)) | ۱۵ اکتبر ۱۹۶۸ (۳۱ سال)   | 96          | باشگاه فوتبال چلسی         |
| 8     | مدافع     | مارسل دسایی                  | ۷ سپتامبر ۱۹۶۸ (۳۱ سال)  | 67          | باشگاه فوتبال چلسی         |
| 9     | مهاجم     | نیکولا آنلکا                 | ۱۴ مارس ۱۹۷۹ (۲۱ سال)    | 12          | باشگاه فوتبال رئال مادرید  |
| 10    | هافبک     | زین‌الدین زیدان               | ۲۳ ژوئن ۱۹۷۲ (۲۷ سال)    | 55          | باشگاه فوتبال یوونتوس      |
| 11    | هافبک     | رابرت پیرس                   | ۲۹ اکتبر ۱۹۷۳ (۲۶ سال)   | 35          | باشگاه فوتبال المپیک مارسی |
| 12    | مهاجم     | تیری آنری                    | ۱۷ اوت ۱۹۷۷ (۲۲ سال)     | 17          | باشگاه فوتبال آرسنال       |
| 13    | مهاجم     | سیلوین ویلتورد               | ۱۰ مه ۱۹۷۴ (۲۶ سال)      | 14          | باشگاه فوتبال بوردو        |
| 14    | هافبک     | یوهان میکود                  | ۲۴ ژوئیه ۱۹۷۳ (۲۶ سال)   | 6           | باشگاه فوتبال بوردو        |
| 15    | مدافع     | لیلیان تورام                 | ۱ ژانویه ۱۹۷۲ (۲۸ سال)   | 58          | باشگاه فوتبال پارما        |
| 16    | دروازه‌بان | فابین بارتز                  | ۲۸ ژوئن ۱۹۷۱ (۲۸ سال)    | 34          | باشگاه فوتبال موناکو       |
| 17    | هافبک     | امانوئل پتی                  | ۲۲ سپتامبر ۱۹۷۰ (۲۹ سال) | 39          | باشگاه فوتبال آرسنال       |
| 18    | مدافع     | فرانک لبوف                   | ۲۲ ژانویه ۱۹۶۸ (۳۲ سال)  | 29          | باشگاه فوتبال چلسی         |
| 19    | هافبک     | کریستین کارمبو               | ۳ دسامبر ۱۹۷۰ (۲۹ سال)   | 43          | باشگاه فوتبال رئال مادرید  |
| 20    | مهاجم     | دیوید ترزگه                  | ۱۵ اکتبر ۱۹۷۷ (۲۲ سال)   | 18          | باشگاه فوتبال موناکو       |
| 21    | مهاجم     | کریستوف دوگاری               | ۲۴ مارس ۱۹۷۲ (۲۸ سال)    | 39          | باشگاه فوتبال بوردو        |
| 22    | دروازه‌بان | اولریش رامه                  | ۱۹ سپتامبر ۱۹۷۲ (۲۷ سال) | 2           | باشگاه فوتبال بوردو        |

### هلند
مربی: فرانک ریکارد
| شماره | جایگاه    | بازیکن                          | تاریخ تولد/سن           | بازی‌های ملی | باشگاه                          |
| ----- | --------- | ------------------------------- | ----------------------- | ----------- | ------------------------------- |
| 1     | دروازه‌بان | ادوین فن در سار                 | ۲۹ اکتبر ۱۹۷۰ (۲۹ سال)  | 48          | باشگاه فوتبال یوونتوس           |
| 2     | مدافع     | مایکل ریزیگر                    | ۳ مه ۱۹۷۳ (۲۷ سال)      | 41          | باشگاه فوتبال بارسلونا          |
| 3     | مدافع     | یاپ استام                       | ۱۷ ژوئیه ۱۹۷۲ (۲۷ سال)  | 33          | باشگاه فوتبال منچستر یونایتد    |
| 4     | مدافع     | فرانک دی بوئر(کاپیتان (فوتبال)) | ۱۵ مه ۱۹۷۰ (۳۰ سال)     | 77          | باشگاه فوتبال بارسلونا          |
| 5     | هافبک     | بودوین زندن                     | ۱۵ اوت ۱۹۷۶ (۲۳ سال)    | 22          | باشگاه فوتبال بارسلونا          |
| 6     | هافبک     | کلارنس سیدورف                   | ۱ آوریل ۱۹۷۶ (۲۴ سال)   | 49          | باشگاه فوتبال اینتر میلان       |
| 7     | هافبک     | فیلیپ کوکو                      | ۲۹ اکتبر ۱۹۷۰ (۲۹ سال)  | 42          | باشگاه فوتبال بارسلونا          |
| 8     | هافبک     | ادگار داویدس                    | ۱۳ مارس ۱۹۷۳ (۲۷ سال)   | 30          | باشگاه فوتبال یوونتوس           |
| 9     | مهاجم     | پاتریک کلایورت                  | ۱ ژوئیه ۱۹۷۶ (۲۳ سال)   | 42          | باشگاه فوتبال بارسلونا          |
| 10    | مهاجم     | دنیس برکمپ                      | ۱۰ مه ۱۹۶۹ (۳۱ سال)     | 75          | باشگاه فوتبال آرسنال            |
| 11    | هافبک     | مارک اورمارس                    | ۲۹ مارس ۱۹۷۳ (۲۷ سال)   | 56          | باشگاه فوتبال آرسنال            |
| 12    | مدافع     | جووانی فن برونکهورست            | ۵ فوریه ۱۹۷۵ (۲۵ سال)   | 17          | باشگاه فوتبال رنجرز             |
| 13    | مدافع     | برت کونترمن                     | ۱۴ ژانویه ۱۹۷۱ (۲۹ سال) | 10          | باشگاه فوتبال فاینورد           |
| 14    | مهاجم     | پیتر فن فوسن                    | ۲۱ آوریل ۱۹۶۸ (۳۲ سال)  | 29          | باشگاه فوتبال فاینورد           |
| 15    | هافبک     | پل بوسفلت                       | ۲۶ مارس ۱۹۷۰ (۳۰ سال)   | 3           | باشگاه فوتبال فاینورد           |
| 16    | هافبک     | رونالد دی بوئر                  | ۱۵ مه ۱۹۷۰ (۳۰ سال)     | 59          | باشگاه فوتبال بارسلونا          |
| 17    | مهاجم     | پیر فن هویدونک                  | ۲۹ نوامبر ۱۹۶۹ (۳۰ سال) | 20          | باشگاه فوتبال ویتس‌آرنهم         |
| 18    | دروازه‌بان | اد دی گوی                       | ۲۰ دسامبر ۱۹۶۶ (۳۳ سال) | 31          | باشگاه فوتبال چلسی              |
| 19    | مدافع     | آرتور نومن                      | ۱۴ دسامبر ۱۹۶۹ (۳۰ سال) | 38          | باشگاه فوتبال رنجرز             |
| 20    | هافبک     | آرون وینتر                      | ۱ مارس ۱۹۶۷ (۳۳ سال)    | 81          | باشگاه فوتبال آژاکس آمستردام    |
| 21    | مهاجم     | روی ماکای                       | ۹ مارس ۱۹۷۵ (۲۵ سال)    | 6           | باشگاه فوتبال دپورتیوو لاکرونیا |
| 22    | دروازه‌بان | ساندر وسترفلد                   | ۲۳ اکتبر ۱۹۷۴ (۲۵ سال)  | 2           | باشگاه فوتبال لیورپول           |